# Amor Jebali
Amor Jebali (La Marsa, Protectorado francés de Túnez, 24 de diciembre de 1956) es un exfutbolista de Túnez que jugaba en la posición de defensa.

## Carrera

### Club
Jugó toda su carrera con el AS Marsa de 1975 a 1987, donde anotó 33 goles en 241 partidos, y ganó la copa nacional en dos ocasiones.

### Selección nacional
Jugó para Túnez en 52 ocasiones de 1976 a 1982 y anotó dos goles; participó en la Copa Mundial de Fútbol de 1978 y dos ediciones de la Copa Africana de Naciones.

## Logros

### Club
- Copa de Túnez (2): 1977, 1984

### Individual
- Futbolista Joven del Año en Túnez en 1971 y 1972.